# Łucznictwo na Letnich Igrzyskach Paraolimpijskich 2008
Łucznictwo na Letnich Igrzyskach Paraolimpijskich 2008 odbywało się w dniach 9 - 15 września na obiekcie Olympic Green Archery Field. Do rozdania było 9 kompletów medali.

## Obiekty
| Obiekt                      | Miasto | Funkcja           |
| Olympic Green Archery Field | Pekin  | Zawody i treningi |

## Kwalifikacja
Kwalifikację na igrzyska uzyskało 136 zawodników (88 mężczyzn i 48 kobiet)

## Klasyfikacja niepełnosprawności
- ST - zawodnicy w pozycji stojącej
- W1 - zawodnicy w pozycji siedzącej z tetraplegią
- W2 - zawodnicy w pozycji siedzącej z paraplegią

## Program
| Łucznictwo |  |  |  |  |  |  |  | F | F | F |  |  |

## Medale

### Mężczyźni
| Konkurencja                   | Złoto                                                      | Srebro                                    | Brąz                                                  |
| Łuk bloczkowy indy. kl.open   | John Stubbs                                                | Alberto Simonelli                         | Philip Horner                                         |
| Łuk bloczkowy indy. kl.W1     | David Drahonisky                                           | John Cavanagh                             | Jeff Fagly                                            |
| Łuk olimpijski indy. kl.ST    | B. Dambadondog                                             | Fabrice Meunier                           | Chen Yegang                                           |
| Łuk olimpijski indy. kl.W1/W2 | Cheng Changjie                                             | Marco Vitale                              | Tseng Lung-hui                                        |
| Łuk olimpijski druż. kl.open  | Korea Południowa Jung Young-joo Lee Hong-Gu Yoon Young-bae | Chiny Chen Yegang Cheng Changjie Dong Zhi | Włochy Oscar de Pellegrin Mario Esposito Marco Vitale |

### Kobiety
| Konkurencja                   | Złoto                                     | Srebro                                                | Brąz                                                 |
| Łuk bloczkowy indy. kl.open   | Danielle Brown                            | Chieko Kamiya                                         | Mel Clarke                                           |
| Łuk olimpijski indy. kl.ST    | Lee Hwa-sook                              | Gao Fangxia                                           | Lindsey Carmichael                                   |
| Łuk olimpijski indy. kl.W1/W2 | Gizem Girişmen                            | Fu Hongzhi                                            | Xiao Yanhong                                         |
| Łuk olimpijski druż. kl.open  | Chiny Fu Hongzhi Goa Fangxia Xiao Yanhong | Korea Południowa Kim Ki-hee Kim Ran-sook Lee Hwa-sook | Czechy Miroslava Cerna Lenka Kuncova Marketa Sidkova |